# 14028 Nakamurahiroshi
14028 Nakamurahiroshi este un asteroid din centura principală de asteroizi.

## Descriere
14028 Nakamurahiroshi este un asteroid din centura principală de asteroizi. A fost descoperit pe 5 octombrie 1994 la Kitami de Kin Endate și Kazuro Watanabe. Asteroidul prezintă o orbită caracterizată de o semiaxă mare de 2,55 ua, o excentricitate de 0,21 și o înclinație de 5,1° în raport cu ecliptica.